# Liste der Landschaftsschutzgebiete im Landkreis Dillingen an der Donau
Im Landkreis Dillingen an der Donau gibt es 17 Landschaftsschutzgebiete. (Stand: November 2018)

## Hinweise zu den Angaben in der Tabelle
- Gebietsname: Amtliche Bezeichnung des Schutzgebietes
- Bild/Commons: Bild und Link zu weiteren Bildern aus dem Schutzgebiet
- LSG-ID: Amtliche Nummer des Schutzgebietes
- WDPA-ID: Link zum Eintrag des Schutzgebietes in der World Database on Protected Areas
- Wikidata: Link zum Wikidata-Eintrag des Schutzgebietes
- Ausweisung: Datum der Ausweisung als Schutzgebiet
- Gemeinde(n): Gemeinden, auf denen sich das Schutzgebiet befindet
- Lage: Geografischer Standort
- Fläche: Gesamtfläche des Schutzgebietes in Hektar
- Flächenanteil: Anteilige Flächen des Schutzgebietes in Landkreisen/Gemeinden, Angabe in % der Gesamtfläche
- Bemerkung: Besonderheiten und Anmerkungen

Bis auf die Spalte Lage sind alle Spalten sortierbar.
| Gebietsname                                                                                | Bild/Commons   | LSG-ID       | WDPA-ID | Wikidata  | Ausweisung | Gemeinde(n) | Lage     | Fläche ha | Flächenanteil | Bemerkung |
| ------------------------------------------------------------------------------------------ | -------------- | ------------ | ------- | --------- | ---------- | ----------- | -------- | --------- | --- | --- |
| Alter Berg                                                                                 |                | LSG-00159.01 | 395629  | Q59611383 | 1968       |             | Position | 1,67      | Landkreis Dillingen an der Donau (100 %) | |
| Augsburg - Westliche Wälder                                                                | weitere Bilder | LSG-00417.01 | 395925  | Q59608104 | 1988       |             | Position | 69892,76  | Augsburg (2,2 %), Landkreis Augsburg (61,1 %), Landkreis Dillingen an der Donau (10,0 %), Landkreis Günzburg (15,7 %), Landkreis Unterallgäu (10,1 %), Landkreis Donau-Ries (0,9 %) | |
| Bertenau                                                                                   |                | LSG-00128.01 | 395602  | Q59611381 | 1966       |             | Position | 368,38    | Landkreis Dillingen an der Donau (100 %) | |
| Dillinger Au                                                                               |                | LSG-00166.01 | 395636  | Q59611387 | 1969       |             | Position | 180,18    | Landkreis Dillingen an der Donau (100 %) | |
| Donau-Auen zwischen Blindheim und Tapfheim                                                 | weitere Bilder | LSG-00471.01 | 395979  | Q59610693 | 1993       |             | Position | 1095,37   | Landkreis Dillingen an der Donau (73,2 %), Landkreis Donau-Ries (26,7 %) | |
| Donauauen zwischen Offingen und Peterswörth                                                | weitere Bilder | LSG-00581.01 | 396131  | Q59610413 | 2004       |             | Position | 647,7     | Landkreis Dillingen an der Donau (72,9 %), Landkreis Günzburg (27,1 %) | |
| Egaulauf zwischen Schabringen und Donaualtheim                                             |                | LSG-00020.01 | 395463  | Q59611377 | 1952       |             | Position | 9,69      | Landkreis Dillingen an der Donau (100 %) | |
| Gschwellhau                                                                                | weitere Bilder | LSG-00373.01 | 395882  | Q59611395 | 1985       |             | Position | 169,47    | Landkreis Dillingen an der Donau (99,9 %) | örtl. bekannt als 'Knoblauchswäldle' |
| LSG Donau-Auen zwischen Günzburg und Gundelfingen                                          | weitere Bilder | LSG-00493.01 | 396001  | Q59610407 | 1995       |             | Position | 1782,02   | Landkreis Dillingen an der Donau (62,8 %), Landkreis Günzburg (37,1 %) | |
| Oberes Kesseltal                                                                           | weitere Bilder | LSG-00140.01 | 395613  | Q59610653 | 1967       |             | Position | 1062,64   | Landkreis Dillingen an der Donau (71,8 %), Landkreis Donau-Ries (28,2 %) | |
| Pfannental                                                                                 |                | LSG-00112.01 | 395540  | Q59611378 | 1963       |             | Position | 740,86    | Landkreis Dillingen an der Donau (100 %) | |
| Schutz der Donau-Auen in den Städten Lauingen und Dillingen an der Donau                   |                | LSG-00252.01 | 395730  | Q59611388 | 1973       |             | Position | 312,81    | Landkreis Dillingen an der Donau (100 %) | |
| Schutz des Großen Topfen, Kleinen Dopfen und Dopfengraben                                  |                | LSG-00260.01 | 395738  | Q59611392 | 1973       |             | Position | 3,99      | Landkreis Dillingen an der Donau (100 %) | |
| Schutz des Riedes (Wittislinger Moor)                                                      | weitere Bilder | LSG-00195.01 | 395675  | Q59611390 | 1970       |             | Position | 43,23     | Landkreis Dillingen an der Donau (100 %) | Teilgebiet des FFH-Gebietes Wittislinger Ried Nr. 7328-305 mit WDPA 555521893, sh. Liste der FFH-Gebiete im Landkreis Dillingen an der Donau |
| Schutz von Landschaftsteilen der Donau-Auen sowie des Speichersees der Staustufe Faimingen |                | LSG-00232.01 | 395708  | Q59611391 | 1972       |             | Position | 889,6     | Landkreis Dillingen an der Donau (100 %) | |
| Schwaighölzer                                                                              |                | LSG-00161.01 | 395631  | Q59611386 | 1968       |             | Position | 41,16     | Landkreis Dillingen an der Donau (100 %) | |
| Tiergarten                                                                                 |                | LSG-00129.01 | 395603  | Q59611382 | 1966       |             | Position | 153,11    | Landkreis Dillingen an der Donau (100 %) | |